# Tobago Express
Tobago Express — авиакомпания Тринидада и Тобаго. Базировалась в аэропорту Пиарко. 
 Прекратила свою деятельность в 2007 году.

## История

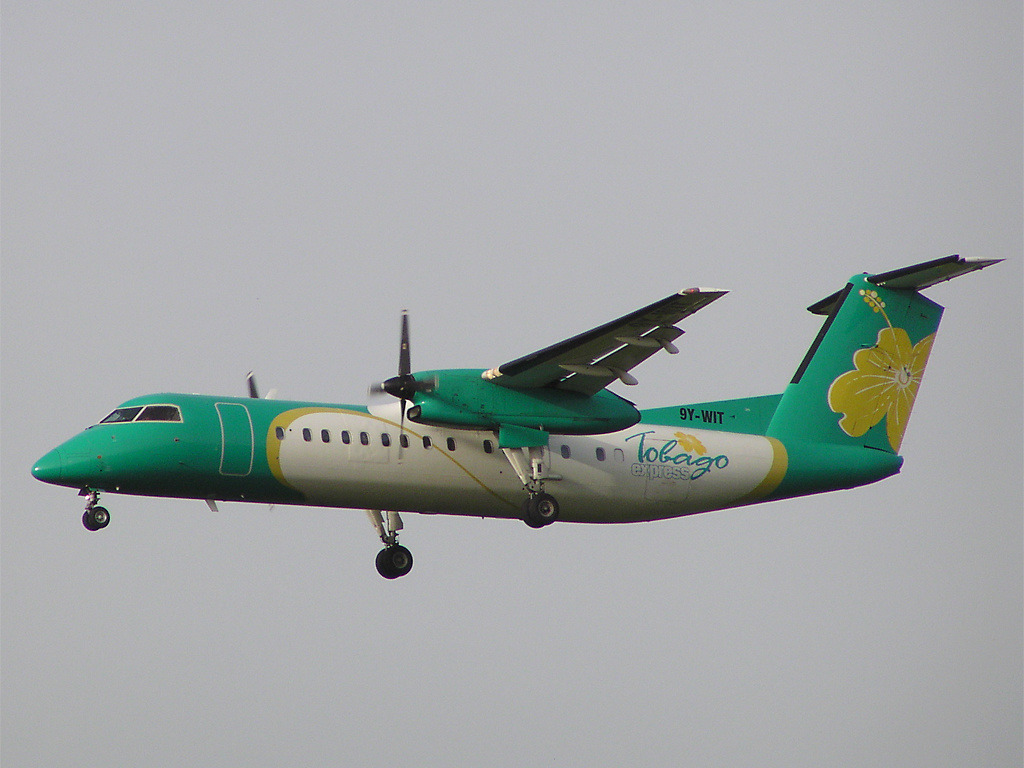
Bombardier Dash 8

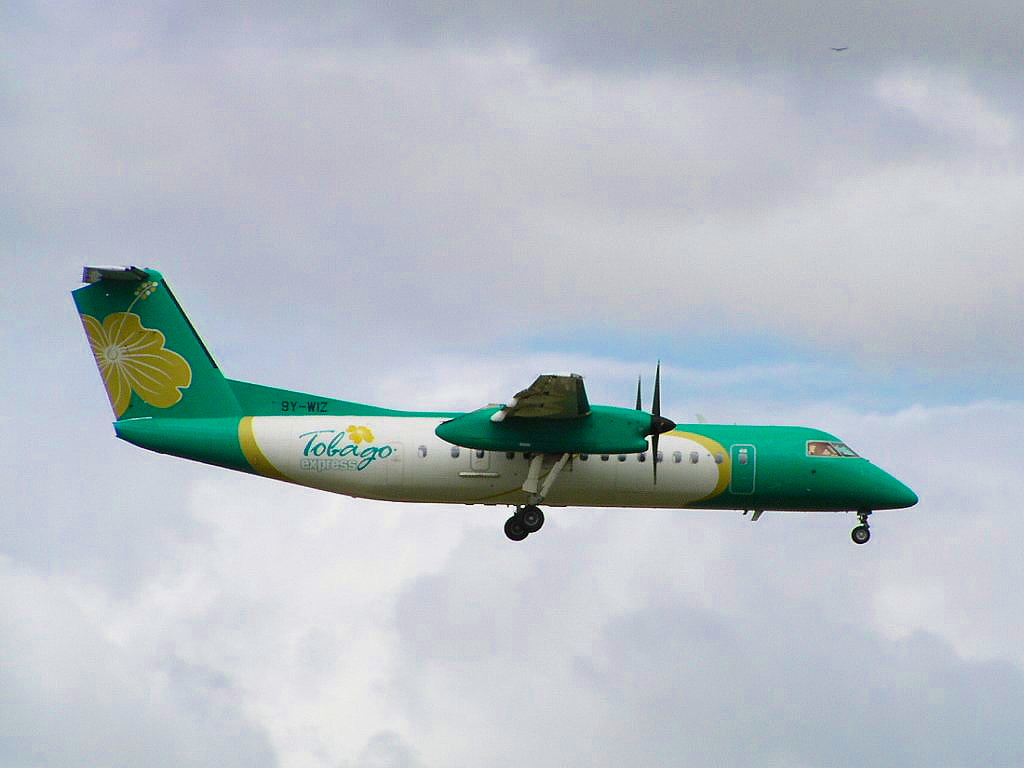
вид сбоку

Авиакомпания Tobago Express была основана в 2001 году, как дочерняя компания BWIA West Indies Airways. 24 июня 2001 года начались полёты.
В 2005 году авиакомпания столкнулась с проблемой - у самолётов Bombardier Dash 8 обнаружились неисправности с шасси. Один раз неполадки привели к аварийной посадке. 
В результате авиакомпании приостановила полёты на время проверки управлением гражданской авиации Тринидада и Тобаго.
1 октября 2007 года Caribbean Airlines купила Tobago Express и забрала маршрутную сеть и флот авиакомпании.

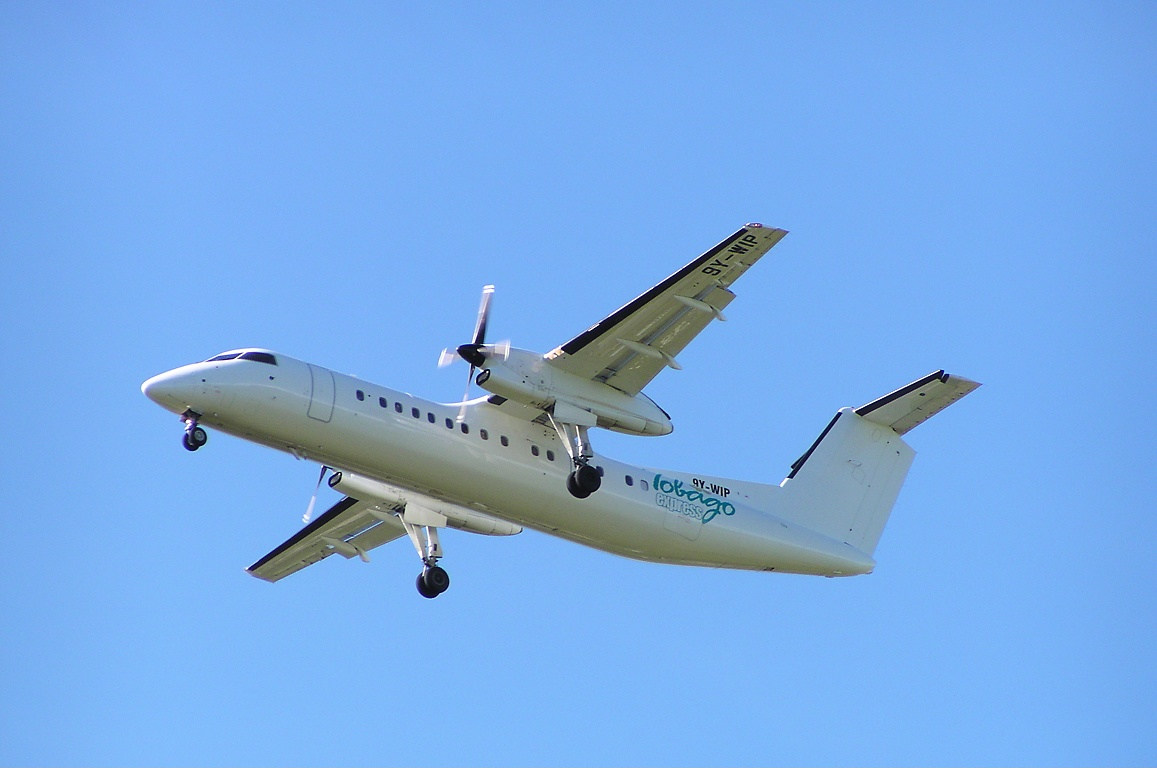
Белая ливрея

## Флот
Первоначально, в 2001 году, флот авиакомпании состоял из одного турбовинтового самолёта Bombardier Dash 8, но к октябрю 2004 года пополнился ещё четырьмя самолётами того же типа и не менялся до октября 2007 года, когда перешёл в состав Caribbean Airlines.

## Происшествия
- 18 апреля 2005 у самолёта выполнявшего рейс из аэропорта Пиарко в аэропорт Краун-Пойнт сломалось переднее шасси. Была выполнена аварийная посадка без шасси. Несколько человек получили травмы, но никто не погиб[6][8].